# ESP Tom Araya
ESP produce 3 modelos de bajo basados en los modelos custom de Tom Araya.
Cabe destacar que Tom Araya fue el primer bajista en firmar con ESP para incluir su bajo en la serie Signature.

## ESP Tom Araya
El ESP Tom Araya es un bajo de gama alta de los bajos Tom Araya Signature Series.
Cuenta con características únicas que hace que tenga un precio considerablemente alto. A diferencia de los bajos de la serie LTD (subsidiaria de ESP desde 1996), el ESP Tom Araya está hecho de materiales de la más alta calidad, además de estar hecho en la fábrica de Japón.
Es, literalmente, el mismo bajo que utiliza Tom Araya en sus presentaciones (ocasionalmente Araya varia características en sus bajos, por ejemplo, se le ha visto tocar con un bajo donde sustituye los pentagramas en el diapasón por la estrella de David).

## ESP LTD TA-600
El ESP LTD TA-600 en un bajo de gama media de los bajos Tom Araya Signature Series. Las diferencias respecto al bajo TA-200, entre otras cosas, son que el TA-600 posee el cuello pegado al cuerpo (Neck-Thru-Body) y pastillas EMG35DC, mientras que el TA-200 cuenta con el cuello atornillado al cuerpo (Bolt-On) y pastillas ESP LHB-4 (en algunos casos, las pastillas suelen ser ESP-EMG).

## ESP LTD TA-200
El ESP LTD TA-200 es un modelo de bajo eléctrico distribuido por ESP. Es la versión producida en masa del modelo custom de la firma ESP Tom Araya, aprobado y utilizado por Tom Araya de Slayer.
Cuenta con un par pastillas pasivas diseñadas y producidas por ESP (ESP LHB-4, en algunos casos suelen tener ESP-EMG aunque de la misma calidad) y un puente fijo. La electrónica es controlado por una perilla de volumen, otra para el tono y otra para el equilibrio de pastillas. Tiene pentagramas incrustados en el diapasón de palo de rosa y el modelo en el traste 24 (ocasionalmente solo marcan "Araya" en el traste 12).
A diferencia, entre otras cosas, de los bajos ESP Tom Araya y TA-600 es que no posee la firma caractetistica de Tom Araya en la parte superior del mástil.
- Datos: Q10269821